# Петрів (село)
Петрі́в — село в Україні, у Олешанській сільській громаді Івано-Франківського району Івано-Франківської області. 
У селі розташована ботанічна пам'ятка природи — «Петрівська липа».

## Історія
В XIX ст. власниками села була родина шляхтичів Романовських гербу Божаволя. 